# Liv Hill
Liv Hill, född 22 juni 2000, är en brittisk skådespelare.
Hill har bland annat medverkat i TV-serien The Serpent Queen från 2022 där hon spelar Catherine de' Medici som ung. Hon har även medverkat i filmerna Elizabeth is Missing från 2019 och Jellyfish från 2018.

## Filmografi (i urval)
- 2018 – Jellyfish
- 2019 – Elizabeth Is Missing
- 2020 – The Great (TV-serie)
- 2022 – The Serpent Queen (TV-serie)
- 2024 – Disclaimer (TV-serie)